# Ruanda aetheria
Ruanda aetheria är en fjärilsart som beskrevs av Embrik Strand 1909. Ruanda aetheria ingår i släktet Ruanda och familjen tofsspinnare. Inga underarter finns listade.